# Rudolf Zibrínyi
Rudolf Zibrínyi (18. února 1925 – 30. července 2002) byl slovenský fotbalista, obránce, reprezentant Československa. V československé reprezentaci odehrál 30. dubna 1950 přátelské utkání s Maďarském, které skončilo prohrou 0-5. Hrál za Jednotu Košice.